# Религия в Лесото
Распределение религий в Лесото на 2020 год по данным Afrobarometer.
 Протестантизм (52 %) Католицизм (41 %) Прочее (7 %)

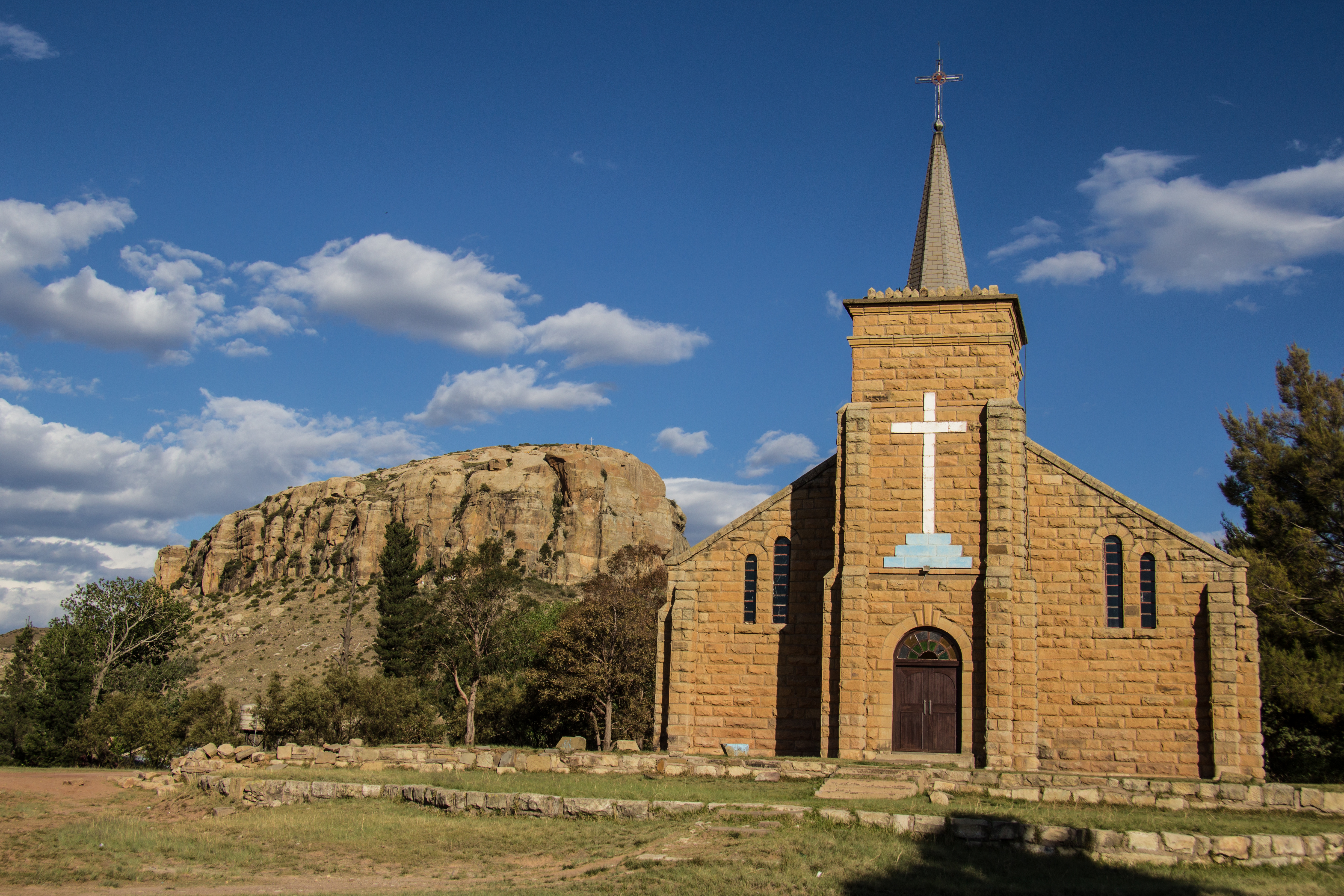
Собор архангела Михаила в Лесото

Религия в Лесото — совокупность религиозных верований, присущих народам Лесото. Основными конфессиями являются протестантизм и католицизм.
В отчёте Государственного департамента США за 2022 год указано, что протестантов в Лесото немного больше, чем католиков. Нехристианские религии исповедуют лишь 1,5 % населения, а неверующих — 3,5 %. Нехристиане в основном исповедуют традиционные африканские религии, имеются небольшие группы мусульман, индуистов и бахаистов.

## Христианство
В 2020 году католики составляли 45 % населения Лесото, протестанты — 31 %, а другие христиане — ещё 18 %. Католическое население представлено архиепархией Масеру, епархией Лерибе, епархией Мохалес-Хука и епархией Цгачас-Нека.
Христианство пришло в Лесото из французских миссий по приглашению короля Мошвешве I в 1830-х годах. Хотя король Мошвешве I приглашал христианских миссионеров, сам он сохранил традиционную религию и развелся с двумя женами, которые приняли христианство. В первоначальных сообщениях французских миссионеров-евангелистов — каннибализм считался частью традиционной религии Лесото. Более поздние миссионеры, такие как Генри Каллауэй, а также антропологи считали эти первоначальные сообщения ненадежными и мифическими, а не историческим или истинным представлением традиционной религии народа Лесото.
В 1833 году в стране основана Евангелическая церковь Лесото в Южной Африке (сесото Kereke ea Evangeli Lesotho e Boroa ho Afrika, LECSA) — одна из старейших протестантских церквей страны.
Первая католическая миссия прибыла в 1863 году, возглавлялась епископом Аллардом, который пригласил сестер Святого Семейства из Франции работать с женщинами народа басуто. Первоначальные усилия были направлены на прекращение практики многоженства, когда старики платили выкуп за невесту, чтобы жениться на молодых девушках. В дальнейшем обращение в христианство вызывало сопротивление со стороны традиционных семей. Согласно мемуарам Алларда, женщины-басуто обращались в католицизм в большем количестве, чем мужчины-басуто.
Две христианские конфессии имеют исторические связи с двумя крупными политическими партиями Лесото. Католическая церковь поддержала «Национальную партию басуто», в то время как евангелисты присоединились к «Партии конгресса басуто». Апостольский нунций в Южно-Африканской Республике представляет Святой Престол перед правительством Лесото.

## Традиционные верования
Традиционные верования басуто прослеживаются по археологическим данным примерно с X века и похожи на традиционную религию тсвана. Глава общины басуто был также ее духовным лидером. Духи предков, называемые практиками поклонения Бадимо, составляли значительную часть сообщества басуто, наряду с такими ритуалами, как танец, вызывающий дождь. Басуто разработали концепцию Модимо, Высшего Существа. Модимо, в теологии басуто, создали меньших божеств, наделенных способностью взаимодействовать с людьми.

## Религиозные права
Конституция Лесото защищает свободу вероисповедания. В 2023 году страна получила 4 балла из 4 по свободе вероисповедания.

## Межрелигиозные организации
В 1965 году был учреждён Христианский совет Лесото, который является членом Всемирного совета церквей и Содружества христианских советов Южной Африки.